# Бабилиньская, Барбара
Барбара Бабилиньская (пол. Barbara Babilińska; род. 28 февраля 1960) —  польская актриса театра, кино и телевидения, также актриса озвучивания.

## Биография
Барбара Бабилиньская родилась в Тчеве. Актёрское образование получила в вокально-актёрской школе у Музыкального театра в Гдыни, которую окончила в 1983 году. Актриса Театра имени Яна Кохановского в Ополе. Дебютировала в кино в 1989.

## Избранная фильмография
- 1989 — Моджеевская / Modrzejewska
- 1995 — Скандал из-за Баси / Awantura o Basię
- 1995 — Ничего смешного / Nic śmiesznego
- 1997 — Дети и рыбы / Dzieci i ryby
- 1998 — Проститутки / Prostytutki
- 2005 — Кароль. Человек, ставший папой римским / Karol, un uomo diventato Papa